# Charles Henri Ford
Charles Henri Ford (10. února 1908 – 27. září 2002) byl americký básník, romanopisec a filmař.

## Život
Narodil se v roce 1908 v Brookhavenu ve státě Mississippi jako Charles Henry Ford. Pravopis prostředního jména si změnil na „Henri“, aby se vyhnul otákám ohledně vztahu s podnikatelem Henrym Fordem. Jeho mladší sestrou byla herečka Ruth Ford. Počátkem třicátých let žil v Paříži, v roce 1932 trávil čas s Paulem Bowlesem v Tangeru, kde mj. přepisoval knihu Nightwood od Djuny Barnesové. V roce 1933 vyšel v Paříži (Obelisk Press) jeho román The Young and Evil, který napsal spolu s Parkerem Tylerem. V roce 1934 se usadil v New Yorku a v roce 1938 vydal svou první velkou sbírku básní The Garden of Disorder. Později následovala řada dalších. V roce 1940 založil s Tylerem literární a umělecký magazín View. V roce 1966 natočil krátkometrážní film Poem Posters, v němž vystupovali William Seward Burroughs, Jonas Mekas, Andy Warhol a další. V roce 1971 následoval celovečerní snímek Johnny Minotaur. Sám vystupoval mj. ve filmech Piera Heliczera. V sedmdesátých letech žil v Káthmándú. V roce 2001 o něm byl natočen celovečerní dokumentární film Sleep in a Nest of Flames.